# 2025년 중국
2025년 중국에서 발생한 사건들이다.

## 지도자
- 중국공산당 중앙위원회 총서기 (최고지도자) – 시진핑
- 주석 – 시진핑
- 총리 – 리창
- 전국인민대표대회 상무위원회 주석 – 자오러지
- 인민정치협상회의 전국위원회 주석 – 왕후닝
- 부주석 – 한정
- 감찰위원회 주임 – 류진궈

## 사건

### 1월
- 1월 2일 – 닝샤에서 규모 4.8의 지진이 발생하여 6명이 부상을 입었다.[1][2]
- 1월 4일 – 허베이 장자커우의 한 시장에서 화재가 발생하여 8명이 사망했다.[3]
- 1월 7일 – 티베트에서 규모 7.1의 지진이 발생하여 최소 126명이 사망했다.[4]
- 1월 20일 –
  - 2024년 주하이 차량 돌진 공격을 저지른 판웨이추가 처형되었다.[5]
  - 2024년 우시 흉기 난동 사건을 저지른 쉬자진이 처형되었다.[5]
- 1월 22일 – 쓰촨 바중에서 트럭이 차량 12대를 들이받아 5명이 사망했다.[6]

### 2월
- 2월 1일 – 미국 대통령 도널드 트럼프가 중국산 수입품에 대해 10%의 관세를 부과한다.[7]
- 2월 3일 – 중국은 트럼프 대통령의 중국산 제품 관세 부과에 대한 보복으로 특정 미국산 수입품에 대한 수출 통제 및 관세 인상을 부과한다.[8]
- 2월 4일 – 미국 우정청이 중국과 홍콩으로부터의 소포 접수를 무기한 중단한다.[9]
- 2월 7일–14일 – 하얼빈에서 2025년 동계 아시안 게임이 개최되며,[10] 중국은 금메달 32개, 은메달 26개, 동메달 24개로 메달 순위 1위를 차지하며 대회 역사상 가장 높은 메달 수를 기록했다.[11]
- 2월 8일 – 쓰촨 쥔롄현 진핑 마을을 산사태가 덮쳐 최소 1명이 사망하고 28명이 실종되었다고 보고되었다.[12][13]
- 2월 11일–16일 – 칭다오에서 2025년 배드민턴 아시아 혼합 단체전이 개최된다.[14]
- 2월 19일 – 미쉐는 매장 수 기준으로 스타벅스와 맥도날드를 제치고 세계 최대의 외식 체인이 되었다.[15]
- 2월 25일 – 후난의 위안수이강에서 유조선 청소선이 페리와 충돌하여 최소 11명이 사망했다.[16]
- 2월 28일 – 1993년부터 2003년까지 총 17명의 어린이를 인신매매한 유죄 판결을 받은 인신매매범 위화잉이 처형되었다.[17]

### 3월
- 3월 4일 –
  - 청두에 본사를 둔 건축가 류자쿤이 프리츠커 건축상을 수상했다.[18]
  - 도널드 트럼프 미국 대통령은 2월에 미국이 중국산 수입품에 부과한 관세를 20%로 인상한다.[19]
- 3월 15일 – 중국 인민해방군 해군의 전투기가 하이난의 개활지에 추락했다. 조종사는 탈출 후 구조되었다.[20]
- 3월 19일 – 국가안전부는 이전에 연구 기관에서 근무했던 한 기술자가 외국 정보 기관에 기밀 자료를 판매한 혐의로 사형을 선고받았다고 발표했다.[21]
- 3월 20일 – 캐나다 외교부는 올해 초 중국에서 4명의 캐나다-중국 국적자가 마약 범죄로 처형되었다고 발표했다.[22]
- 3월 21일–23일 – 2025년 세계 실내 육상 선수권 대회[23][24]
- 3월 31일 – 중국해양석유총공사는 선전 해안 남중국해에서 대규모 유전을 발견했다고 발표했다.[25]

### 4월
- 4월 3일 – 필리핀 정보 기관을 위해 스파이 활동을 한 혐의로 베이징에서 필리핀 국적자 3명이 체포되었다.[26]
- 4월 8일 – 청더의 한 요양원에서 화재가 발생하여 20명이 사망했다.[27]
- 4월 9일 – 트럼프 대통령은 중국산 수출품에 대한 관세를 104%로 인상했으며, 이에 대해 중국은 미국산 수입품에 대해 84%의 관세를 부과했다.[28]
- 4월 22일 – 저장 진화의 한 학교 밖 보행자들을 대상으로 한 차량 돌진 공격으로 최소 5명이 부상을 입었다.[29]
- 4월 27일 – 중국 해경이 남중국해에서 필리핀도 영유권을 주장하는 샌드 케이를 점령했다고 보도되었다.[30]
- 4월 29일 – 랴오닝 랴오양의 한 식당에서 화재가 발생하여 22명이 사망했다.[31]
- 4월 30일 – 중국은 유럽 의회 의장 로베르타 메촐라와의 협상에 따라 신장의 위구르족 인권 유린에 대한 비판으로 2021년에 5명의 유럽 의회 의원에게 부과했던 제재를 해제했다.[32]

### 5월
- 5월 2일 – 쑤저우의 한 공원에서 관광 헬리콥터가 추락하여 지상에 있던 1명이 사망하고 탑승객 4명 전원이 부상을 입었다.[33]
- 5월 4일 –
  - 구이저우 첸시에서 강풍으로 인해 관광선 4척이 전복되어 10명이 사망했다.[34]
  - 음주 운전자가 운전하는 차량이 텅저우의 버스 정류장을 덮쳐 6명이 사망하고 2명이 부상을 입었다.[35]
- 5월 5일 – 자오신퉁이 영국 셰필드의 크루시블 극장에서 열린 결승전에서 마크 윌리엄스를 18-12로 꺾고 세계 스누커 선수권 대회에서 중국과 아시아 출신으로는 처음으로 우승했다.[36]
- 5월 12일 –
  - 미국과 중국은 추가 협상을 조건으로 관세율을 각각 145%에서 30%로, 125%에서 10%로 낮추기 위한 90일 기간에 합의했다.[37]
  - 중국은 선전 푸톈구에 새로운 국가급 고속 지식 재산권 보호 서비스 센터를 설립하는 것을 승인했다.[38]
- 5월 18일 – 우한의 한 식당에서 총격 사건이 발생하여 1명이 사망하고 2명이 부상을 입었다.[39]
- 5월 19일 – 간쑤의 한 탄광에서 침수 사고로 광부 3명이 사망했다.[40]
- 5월 22일 – 구이저우에서 산사태가 발생하여 최소 2명이 사망하고 19명이 실종되었다고 보고되었다.[41]
- 5월 25일 – 세계 최초의 휴머노이드 로봇 격투 대회가 항저우에서 개최되었다.[42]
- 5월 27일 – 산둥 웨이팡의 한 화학 공장에서 폭발 사고가 발생하여 5명이 사망했다.[43]

### 6월
- 6월 12일 – 2020년 홍콩 국가보안법에 따른 홍콩 및 중국 본토 당국의 첫 공개 합동 작전으로 홍콩의 6명 주택이 급습되었다.[44]
- 6월 13일 – 열대 폭풍 우팁이 심각한 열대 폭풍으로 하이난에 상륙했다.[45]
- 6월 16일 – 후난 린리현의 한 폭죽 공장에서 폭발 사고가 발생하여 9명이 사망했다.[46]
- 6월 19일 – 박사 과정 학생인 전하오 조우는 2019년부터 2023년까지 영국과 중국에서 10명의 여성을 성폭행한 혐의로 영국 판사에 의해 최소 24년의 종신형을 선고받았다.[47]
- 6월 25일 – 중국은 미국에 희토류 광물을 수출할 수 있도록 하는 협정에 도달했다.[48]
- 6월 26일 –
  - 구이저우에서 이틀간의 홍수로 인해 최소 6명이 사망했다.[49]
  - 베이징 미윈에서 차량 돌진 사고가 발생했다.[50]
- 6월 30일 –
  - 중국은 후쿠시마 제1 원자력 발전소에서 태평양으로 방사능 오염수를 방류한 것에 대한 대응으로 2023년에 부과했던 일본산 해산물 수입 금지 조치를 해제했다.[51]
  - 베이징 팡산구에서 트란스카스피안 국제 운송 경로를 통한 첫 중국-유럽 화물열차가 출발했다.[52]

### 7월
- 7월 5일 – 중국 최초의 레고랜드가 상하이에 개장했다.[53]
- 7월 8일 –
  - 간쑤 톈수이에서 식용 불가 페인트로 조리된 학교 급식을 섭취한 후 약 233명의 어린이가 납 중독으로 입원했다고 보고되었다.[54]
  - 우정의 다리는 티베트와 네팔을 연결하는 다리인데, 보테코시강의 홍수로 인해 유실되어 9명이 사망하고 19명이 실종되었다.[55]
- 7월 11일 – 서하 황릉은 유네스코에 의해 세계유산으로 지정되었다.[56]
- 7월 13일–20일 – 2025년 FIBA 여자 농구 아시아컵[57][58]
- 7월 16일 – 베이징 법원은 일본 국적자에게 스파이 혐의로 3년 징역형을 선고했다.[59]
- 7월 19일 – 티베트에서 야루짱보 수력 발전 프로젝트 건설이 공식적으로 시작되었다.[60]
- 7월 20일 – 태풍 위파가 광둥에 상륙하여 강풍, 나무 쓰러짐, 교통 혼란을 야기했다.[61]

### 예정된 행사
- 8월 7일–17일 – 2025년 월드 게임[62]

## 공휴일
출처:
- 1월 1일 – 새해 첫날
- 1월 28일 – 2월 3일 – 춘절
- 4월 4일 – 청명절
- 5월 1일 – 2일 – 노동절
- 5월 31일 – 단오
- 10월 1일 – 7일 – 국경절
- 10월 6일 – 중추절

## 예술 및 엔터테인먼트
- 중국 아카데미 외국어영화상 출품작 목록
- 2025년 중국 음악

## 사망
- 1월 5일: 왕정궈 (89세), 야전 의료 공학자.[65]
- 1월 8일: 우루성 (94세), 건축가.[66]
- 1월 11일: 추다훙 (94세), 해안 및 해양 공학자, 중국과학원 회원.[67]
- 6월 2일: 쉬치량 (75세), 군인, 중앙군사위원회 부주석 (2012–2023) 및 중국 인민해방군 공군 사령관 (2007–2012).[68]

## 같이 보기
- 중국의 역사
- 중국의 연도별 목록